# Victor Öhling Norberg
Pål Victor Öhling Norberg (Tännäs, 22 mei 1990) is een Zweedse freestyleskiër. Hij vertegenwoordigde zijn vaderland op de Olympische Winterspelen 2014 in Sotsji en op de Olympische Winterspelen 2018 in Pyeongchang.

## Carrière
Bij zijn wereldbekerdebuut, in december 2010 in Innichen, scoorde Öhling Norberg direct wereldbekerpunten. Twee jaar later stond de Zweed in Innichen voor de eerste maal in zijn carrière op het podium van een wereldbekerwedstrijd. Op 19 februari 2013 boekte hij in Sotsji zijn eerste wereldbekerzege. Op de wereldkampioenschappen freestyleskiën 2013 in Voss wist Öhling Norberg niet te finishen op de skicross. Tijdens de Olympische Winterspelen van 2014 in Sotsji eindigde de Zweed als negende op de skicross. In het seizoen 2013/2014 won hij het wereldbekerklassement skicross.
In Kreischberg nam Öhling Norberg deel aan de wereldkampioenschappen freestyleskiën 2015. Op dit toernooi veroverde hij de bronzen medaille op het onderdeel skicross. Op de wereldkampioenschappen freestyleskiën 2017 in de Spaanse Sierra Nevada werd de Zweed wereldkampioen op de skicross. Tijdens de Olympische Winterspelen van 2018 in Pyeongchang eindigde hij als 22e op de skicross.
In Park City nam Öhling Norberg deel aan de wereldkampioenschappen freestyleskiën 2019. Op dit toernooi eindigde hij als negentiende op de skicross.

## Resultaten

### Olympische Winterspelen
| Jaar | Plaats      | Resultaten   |
| ---- | ----------- | ------------ |
| 2014 | Sotsji      | 9e Skicross  |
| 2018 | Pyeongchang | 22e Skicross |

### Wereldkampioenschappen
| Jaar | Plaats        | Resultaten   |
| ---- | ------------- | ------------ |
| 2013 | Voss          | DNF Skicross |
| 2015 | Kreischberg   | Skicross     |
| 2017 | Sierra Nevada | Skicross     |
| 2019 | Park City     | 19e Skicross |

### Wereldbeker
Eindklasseringen
| Seizoen   | Algm | SX     |
| --------- | ---- | ------ |
| 2010/2011 | 138e | 41e    |
| 2011/2012 | 218e | 54e    |
| 2012/2013 | 12e  | Brons  |
| 2013/2014 | 8e   | Goud   |
| 2014/2015 | 5e   | Zilver |
| 2015/2016 | 20e  | 4e     |
| 2016/2017 | 86e  | 17e    |
| 2017/2018 | 72e  | 15e    |
| 2018/2019 | 88e  | 20e    |

Wereldbekerzeges
| Datum            | Plaats   | Onderdeel |
| ---------------- | -------- | --------- |
| 19 februari 2013 | Sotsji   | Skicross  |
| 15 maart 2014    | Åre      | Skicross  |
| 6 februari 2015  | Arosa    | Skicross  |
| 7 februari 2015  | Arosa    | Skicross  |
| 14 februari 2015 | Åre      | Skicross  |
| 20 december 2015 | Innichen | Skicross  |
| 14 februari 2016 | Idre     | Skicross  |